# Albert Bosquet
Albert Alexandre Philippe Bosquet (* 13. Juni 1882 in Brüssel; † unbekannt) war ein belgischer Sportschütze.

## Erfolge
Albert Bosquet nahm an den Olympischen Spielen 1920 in Antwerpen und 1924 in Paris im Trap teil. Den Mannschaftswettbewerb schloss er 1920 mit der belgischen Mannschaft auf dem zweiten Rang ab, mit 503 Punkten hatten die Belgier 44 Punkte Rückstand auf die erstplatzierten US-Amerikaner. Neben Bosquet gehörten noch Henri Quersin, Joseph Cogels, Émile Dupont, Edouard Fesinger und Louis Van Tilt zum Team. Den Einzelwettkampf beendete er auf dem neunten Platz. 1924 verpasste er mit der Mannschaft als Vierter einen weiteren Medaillengewinn, während er den Einzelwettbewerb nicht beendete.